# Valravn (kolejka górska)
Valravn – stalowa kolejka górska firmy B&M zbudowana w parku Cedar Point w Stanach Zjednoczonych. Najwyższa (ex aequo z kolejką Yukon Striker w kanadyjskim parku Canada’s Wonderland), kolejka typu Dive Coaster. Należy do kategorii wysokości hyper coaster.

## Historia
Na przełomie kwietnia i maja 2015 park Cedar Point zarejestrował jako znak towarowy nazwę „Valravn”, co otworzyło pole do spekulacji na temat rodzaju nowej atrakcji.
14 sierpnia 2015 rozpoczęły się prace przygotowujące teren pod budowę nowej kolejki. 9 września 2015 roku park Cedar Point ogłosił budowę nowej kolejki górskiej. Z tej okazji park przygotował też aplikację na smartfony pozwalające na obejrzenie przejazdu przyszłą kolejką w technologii wirtualnej rzeczywistości.
Pod koniec września 2015 roku ruszyły pierwsze prace nad budową roller coastera. 22 grudnia 2015 roku zainstalowany został najwyżej położony element toru – szczyt wzniesienia z łańcuchem wyciągowym.
Na początku marca 2016 roku park ogłosił planowaną datę otwarcia kolejki – 7 maja 2016 roku. 4 maja 2016 roku kolejka została udostępniona przedstawicielom mediów. 7 maja 2016 roku nastąpiło oficjalne otwarcie roller coastera.

## Tematyzacja
Nazwa i logo kolejki nawiązują do stworzenia z folkloru duńskiego – kruka żywiącego się ciałami poległych na polu walki. Pionowy spadek kolejki ma odzwierciedlać mitycznego ptaka pikującego z wysokości na swoją zdobycz.
Tor kolejki pomarańczowo-złoty, podpory granatowe.

## Opis przejazdu
Po opuszczeniu stacji pociąg wykonuje skręt w lewo o 180° i rozpoczyna wjazd na główne wzniesienie o wysokości 68 m. Następnie skręca w prawo i zostaje zatrzymany na krawędzi pierwszego spadku. Po czterech sekundach hamulce zostają zwolnione i pociąg nurkuje o 65,2 m w dół pod kątem 90°, po czym pokonuje pierwszą inwersję – immelmann – o wysokości 50,3 m, wykonuje zwrot w prawo, jednocześnie zwiększając wysokość i przejeżdża przez hamulce sekcyjne, gdzie zostaje spowolniony i nurkuje z drugiego wzniesienia o wysokości 38,1 m, po czym pokonuje drugą inwersję – pętlę nurkującą. Pętla nurkująca prowadzi pociąg wprost w trzecią inwersję – 270-stopniowy zero-g-roll – którą pociąg opuszcza poprzez spiralę w lewo. Następnie pociąg pokonuje niewielkie wzniesienie, łagodny zakręt w lewo, zostaje wyhamowany i wraca na stację.

## Nagrody
Roller coaster Valravn zajął 4. miejsce w rankingu Golden Ticket Awards najlepszych nowych kolejek górskich zbudowanych w 2016 roku.

## Incydent z 27 czerwca 2019 roku
27 czerwca 2019 doszło do niegroźnego zderzenia pociągu kończącego przejazd z pociągiem oczekującym na stacji. W wyniku kolizji nikt nie ucierpiał, ale uszkodzona została częściowo ruchoma podłoga umożliwiająca wsiadanie do pozbawionych własnej podłogi pociągów. Kolejka została tymczasowo zamknięta.